# Tres Días de Brujas-La Panne 2018
La 42.ª edición de la clásica ciclista Tres Días de Brujas-La Panne (llamado oficialmente: Driedaagse Brugge-De Panne), fue una carrera en Bélgica que se celebró el 21 de marzo de 2018 sobre un recorrido de 202,4 kilómetros con inicio en la ciudad de Brujas y final en el municipio de la De Panne.
La carrera hizo parte del UCI Europe Tour 2018, dentro de la categoría 1.HC.
La carrera fue ganada por el corredor italiano Elia Viviani del equipo Quick-Step Floors, en segundo lugar Pascal Ackermann (Bora-Hansgrohe) y en tercer lugar Jasper Philipsen (Hagens Berman Axeon).

## Equipos participantes
Tomaron parte en la carrera 22 equipos: 5 de categoría UCI WorldTeam; 15 de categoría Profesional Continental; 2 de categoría Continental. Formando así un pelotón de 147 ciclistas de los que acabaron 132. Los equipos participantes fueron:
| WorldTeams (5)- Bora-Hansgrohe - Lotto Soudal - Mitchelton-Scott - Quick-Step Floors - Katusha-Alpecin Equipos continentales profesionales (15)- Aqua Blue Sport - CCC Sprandi Polkowice - Cofidis, Solutions Crédits - Direct Énergie - Gazprom-RusVelo - Hagens Berman Axeon - Israel Cycling Academy - Nippo-Vini Fantini-Europa Ovini - Roompot-Nederlandse Loterij - Sport Vlaanderen-Baloise - UnitedHealthcare - Vérandas Willems-Crelan - Vital Concept - Wanty-Groupe Gobert - WB-Aqua Protect-Veranclassic Equipos continentales (2)- Cibel-Cebon - Tarteletto-Isorex |
| |

## Clasificación final
- Las clasificaciones finalizaron de la siguiente forma:[4]

| \| Clasificación general \| Clasificación general \| Clasificación general \| Clasificación general \| Clasificación general \| \| Ciclista \| Ciclista \| Equipo \| Tiempo \| \| \| --------------------- \| --------------------- \| ------------------------------- \| --------------------- \| --------------------- \| \| 1.º \| Elia Viviani \| Quick-Step Floors \| 4 h 41 min 08 s \| \| \| 2.º \| Pascal Ackermann \| Bora-Hansgrohe \| + 0 s \| \| \| 3.º \| Jasper Philipsen \| Hagens Berman Axeon \| + 0 s \| \| \| 4.º \| Baptiste Planckaert \| Katusha-Alpecin \| + 0 s \| \| \| 5.º \| Jens Debusschere \| Lotto-Soudal \| + 0 s \| \| \| 6.º \| Amaury Capiot \| Sport Vlaanderen-Baloise \| + 0 s \| \| \| 7.º \| Roy Jans \| Cibel-Cebon \| + 0 s \| \| \| 8.º \| Hugo Hofstetter \| Cofidis, Solutions Crédits \| + 0 s \| \| \| 9.º \| Adam Blythe \| Aqua Blue Sport \| + 0 s \| \| \| 10.º \| Eduard-Michael Grosu \| Nippo-Vini Fantini-Europa Ovini \| + 0 s \| \| |                      |                                 |                 |
| |                      |                                 |                 |
| Fuente: ProCyclingStats |                      |                                 |                 |
| Clasificación general |                      |                                 |                 |
| Ciclista | Ciclista             | Equipo                          | Tiempo          |
| 1.º | Elia Viviani         | Quick-Step Floors               | 4 h 41 min 08 s |
| 2.º | Pascal Ackermann     | Bora-Hansgrohe                  | + 0 s           |
| 3.º | Jasper Philipsen     | Hagens Berman Axeon             | + 0 s           |
| 4.º | Baptiste Planckaert  | Katusha-Alpecin                 | + 0 s           |
| 5.º | Jens Debusschere     | Lotto-Soudal                    | + 0 s           |
| 6.º | Amaury Capiot        | Sport Vlaanderen-Baloise        | + 0 s           |
| 7.º | Roy Jans             | Cibel-Cebon                     | + 0 s           |
| 8.º | Hugo Hofstetter      | Cofidis, Solutions Crédits      | + 0 s           |
| 9.º | Adam Blythe          | Aqua Blue Sport                 | + 0 s           |
| 10.º | Eduard-Michael Grosu | Nippo-Vini Fantini-Europa Ovini | + 0 s           |

## UCI World Ranking
Los Tres Días de Brujas-La Panne otorga puntos para el UCI Europe Tour 2018 y el UCI World Ranking, este último para corredores de los equipos en las categorías UCI WorldTeam, Profesional Continental y Equipos Continentales. Las siguientes tablan muestran el baremo de puntuación y los 10 corredores que obtuvieron más puntos:
| Posición              | 1.ª | 2.ª | 3.ª | 4.ª | 5.ª | 6.ª | 7.ª | 8.ª | 9.ª | 10.ª | 11.ª | 12.ª | 13.ª | 14.ª | 15.ª | 16.ª-29.ª | 31.ª-40.ª |
| Clasificación general | 200 | 150 | 125 | 100 | 85  | 70  | 60  | 50  | 40  | 35   | 30   | 25   | 20   | 15   | 10   | 5         | 3         |

| 1.º  | Elia Viviani         | Quick-Step Floors               | 200 |
| 2.º  | Pascal Ackermann     | Bora-Hansgrohe                  | 150 |
| 3.º  | Jasper Philipsen     | Hagens Berman Axeon             | 125 |
| 4.º  | Baptiste Planckaert  | Katusha-Alpecin                 | 100 |
| 5.º  | Jens Debusschere     | Lotto Soudal                    | 85  |
| 6.º  | Amaury Capiot        | Sport Vlaanderen-Baloise        | 70  |
| 7.º  | Roy Jans             | Cibel-Cebon                     | 60  |
| 8.º  | Hugo Hofstetter      | Cofidis, Solutions Crédits      | 50  |
| 9.º  | Adam Blythe          | Aqua Blue Sport                 | 40  |
| 10.º | Eduard-Michael Grosu | Nippo-Vini Fantini-Europa Ovini | 35  |